# 테네시 타이탄스

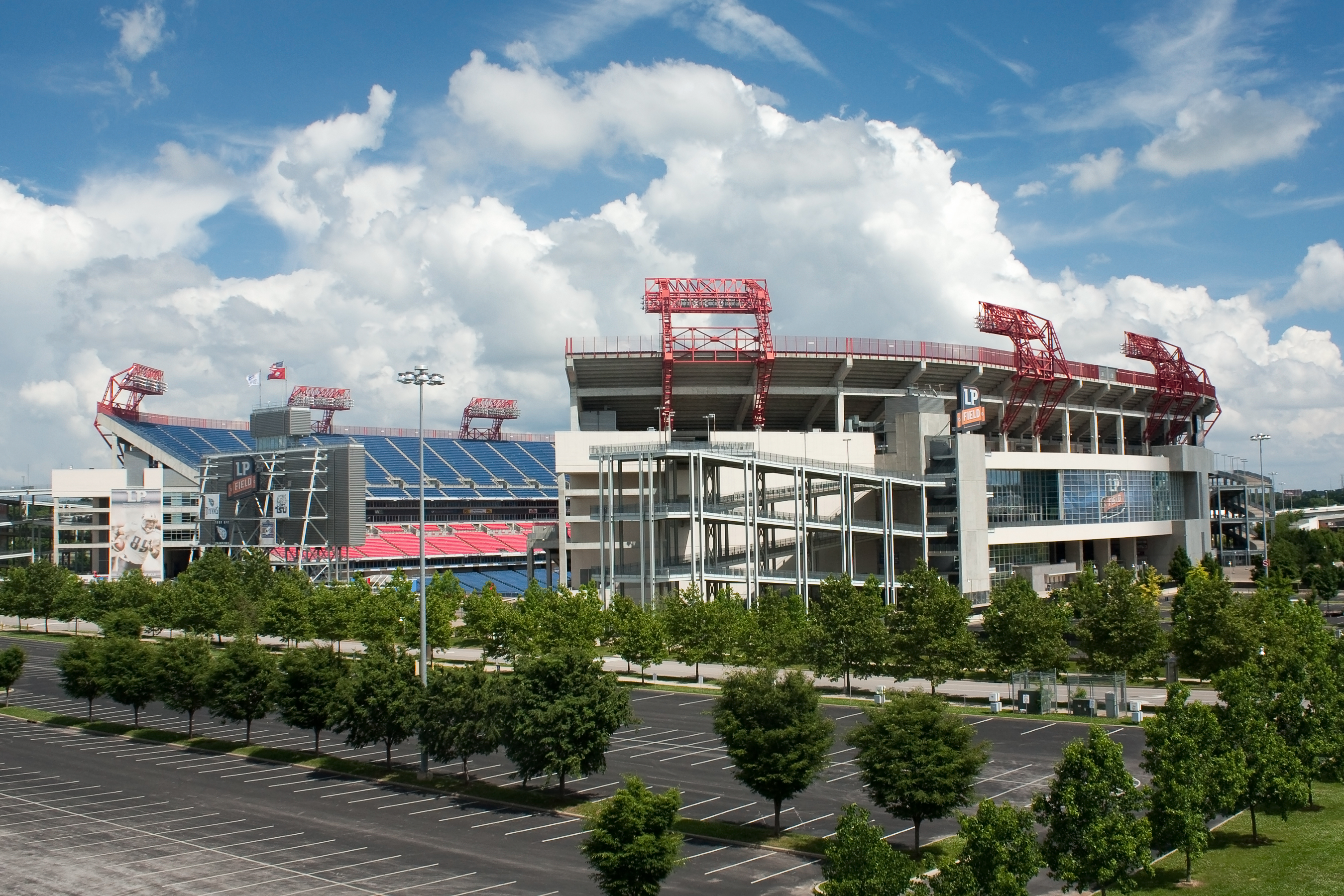

테네시 타이탄스(Tennessee Titans)는 미국의 미식축구 팀이다. 연고지는 미국 테네시주의 내슈빌이다. 홈 구장은 닛산 스타디움이며 아메리칸 풋볼 콘퍼런스(AFC)에 속한다.